# Cerisy-Belle-Étoile
Cerisy-Belle-Étoile – miejscowość i gmina we Francji, w regionie Normandia, w departamencie Orne.
Według danych na rok 1990 gminę zamieszkiwały 704 osoby, a gęstość zaludnienia wynosiła 53 osoby/km² (wśród 1815 gmin Dolnej Normandii Cerisy-Belle-Étoile plasuje się na 323. miejscu pod względem liczby ludności, natomiast pod względem powierzchni na miejscu 309.).